# Campionat del món de ciclisme en pista de 1961
El Campionat Mundial de Ciclisme en Pista de 1961 es va celebrar a Zúric (Suïssa) del 27 d'agost al 13 de setembre de 1961.
Les competicions es van celebrar al Oerlikon Velodrome de Zúric. En total es va competir en 8 disciplines, 6 de masculines i 2 de femenines.

## Resultats

### Masculí

#### Professional
| Prova                 | Or                       | Argent                   | Bronze                  |
| Velocitat individual  | Antonio Maspes · Itàlia  | Michel Rousseau · França | Jos De Bakker · Bèlgica |
| Persecució individual | Rudi Altig · RFA         | Willy Trepp · Suïssa     | Leandro Faggin · Itàlia |
| Darrere moto          | Karl-Heinz Marsell · RFA | Paul Depaepe · Bèlgica   | Max Meier · Suïssa      |

#### Amateur
| Prova                 | Or                                      | Argent                       | Bronze                   |
| Velocitat individual  | Sergio Bianchetto · Itàlia              | Giuseppe Beghetto · Itàlia   | Ron Baensch · Austràlia  |
| Persecució individual | Henk Nijdam · Països Baixos             | Jaap Oudkerk · Països Baixos | Marcel Delattre · França |
| Darrere moto          | Leendert Van der Meulen · Països Baixos | Siegfried Wustrow · RDA      | Georg Stoltze · RFA      |

### Femení
| Prova                 | Or                                  | Argent                                 | Bronze                           |
| Velocitat individual  | Galina Ermolaeva · Unió Soviètica · | Valentina Maksímova · Unió Soviètica · | Jean Dunn · Regne Unit           |
| Persecució individual | Yvonne Reynders · Bèlgica ·         | Beryl Burton · Regne Unit ·            | Marie-Thérèse Naessens · Bèlgica |

## Medaller
| Pos. | País           | Or | Plata | Bronze | Total |
| 1    | Itàlia         | 2  | 1     | 1      | 4     |
| 2    | Països Baixos  | 2  | 1     | 0      | 3     |
| 3    | RFA            | 2  | 1     | 0      | 3     |
| 4    | Bèlgica        | 1  | 1     | 2      | 4     |
| 5    | Unió Soviètica | 1  | 1     | 0      | 2     |
| 6    | França         | 0  | 1     | 1      | 2     |
| 6    | Regne Unit     | 0  | 1     | 1      | 2     |
| 6    | Suïssa         | 0  | 1     | 1      | 2     |
| 9    | RDA            | 0  | 1     | 0      | 1     |
| 10   | Austràlia      | 0  | 0     | 1      | 1     |
|      | TOTAL          | 8  | 8     | 8      | 24    |